# Kenneth Greve
Kenneth Greve (Copenaghen, 11 agosto 1968) è un ex ballerino, direttore artistico e coreografo danese.

## Biografia
Nato e cresciuto a Copenaghen, Kenneth Greve studiò danza alla Scuola del Balletto Reale Danese e poi si trasferì a New York per perfezionarsi alla School of American Ballet. Tra il 1986 e il 1988 danzò con il New York City Ballet e nel 1988 fu scritturato dall'American Ballet Theatre. Nel 1988 fu notato da Rudol'f Nureev, che lo volle con sé al Balletto dell'Opéra di Parigi, proclamandolo danseur étoile della compagnia.
La scelta si è rivelata molto controversa e viene ricordata come una delle peggiori mosse di Nureev durante il periodo alla guida della compagnia. Il diciannovenne Greve mostrava doti promettenti, ma non era ritenuto tecnicamente pronto per la posizione di primo ballerino ospite della compagnia. Nureev lo volle come Siegfried nel suo allestimento de Il lago dei cigni, ma la prima ballerina Isabelle Guérin accettò malvolentieri di averlo come partner, mentre Élisabeth Platel rifiutò categoricamente di danzare con lui. La sua interpretazione nel ruolo di Siegfried fu accolta tiepidamente dalla critica e Nureev fu subissato da critiche e accuse di favorire il giovane ballerino solo per secondi fini sentimentali. Nonostante le pretese di Nureev, Greve danzò solo sporadicamente con la compagnia, dato che nel 1989 i ballerini minacciarono di scioperare qualora avesse ottenuto ruoli da protagonista.
Nel 1989 danzò come Romeo accanto alla Giulietta di Margherita Parrilla nel Romeo e Giulietta di Mario Pistoni alle Terme di Caracalla con il Balletto dell'Opera di Roma. Nel 1990 si unì al Balletto di Stoccarda, mentre nel 1991 danzò con il Balletto della Wiener Staatsoper nei ruoli del Principe Schiaccianoci ne Lo schiaccianoci (Grigorovič), di Apollo nell'Apollon musagète (Balanchine) e di Basilio ed Escamillo nel Don Chisciotte (Nureev). Nel 1992 tornò in patria come primo ballerino del Balletto Reale Danese. Qui danzò in un vasto repertorio di ruoli da protagonista, tra cui l'eponimo protagonista nell'Apollo di Balanchine, Des Grieux in Manon (MacMillan), James ne La Sylphide (Bournonville), Romeo in Romeo e Giulietta (Neumeier), Siegfried ne Il lago dei cigni, Désiré ne La bella addormentata e Albrecht in Giselle. 
Parallelamente all'attività sulle scene danesi, Greve danzò come étoile ospite con compagnie di alto profilo. Nel 1995, ad esempio, tornò a danzare alla Metropolitan Opera House nel ruolo di Siegfried nell'allestimento del Balletto Kirov de Il lago dei cigni. Tra il 2004 e il 2006 Greve ha danzato come étoile ospite con il Royal Ballet di Londra: grazia alla sua statura imponente (195 cm), fece da partner con successo alla prima ballerina Zenaida Yanowsky (170 cm) ne Il lago dei cigni (Dowell) e Manon (MacMillan).
Dal 2006 affiancò all'attività di ballerino quella di Maître de Ballet del Balletto Reale Danese e nel 2008 diede il suo addio alla compagnia in entrambe le vesti. Successivamente diresse il Balletto dell'Opera Nazionale Finlandese dal 2008 al 2018, quando fu licenziato a causa di comportamenti inappropriati.